# Nycteola strigatanus
Nycteola strigatanus är en fjärilsart som beskrevs av Leo Schwingenschuss 1953. Nycteola strigatanus ingår i släktet Nycteola och familjen trågspinnare. Inga underarter finns listade i Catalogue of Life.